# Гранах, Александр
Александр Гранах (нем. Alexander Granach, настоящее имя Исайя Гранах; до 1912 года Герман Гронах; 18 апреля 1890 года, Вербовцы, Австро-Венгрия — 14 марта 1945 года, Нью-Йорк) — немецкий актёр еврейского происхождения.

## Биография
Александр Гранах был девятым ребёнком в еврейской крестьянской семье, рос в городке Городенка. В шесть лет стал учеником пекаря, в двенадцать лет перебрался во Львов. Там вместе с братом впервые посетил еврейский театр, после чего решил стать актёром. В 1906 году через Вену приехал в Берлин, где поначалу работал пекарем. В то же время пробовал свои силы в любительском театре на идиш и учил немецкий.
В 1912 году поступил в актёрскую школу Макса Рейнхардта при Немецком театре. Однажды заменил заболевшего актёра в роли Гамлета и тем самым привлек к себе внимание. В 1913 году после окончания школы был принят в труппу Немецкого театра. В 1914—1918 годах служил добровольцем в австро-венгерской армии, на севере Италии был взят в плен, из которого совершил побег.
В 1918—1919 годах выступал на сцене в Вене, в 1919—1920 годах — в Мюнхенском Шаушпильхаусе, в 1920—1933 годах — в различных театрах в Берлине, в том числе у Макса Рейнхардта и Эрвина Пискатора.
В 1919 году дебютировал в кинематографе.
В 1933 году после прихода к власти национал-социалистов был вынужден покинуть Германию. В Варшаве сыграл заглавную роль в спектакле «Профессор Мамлок», поставленном на идиш по пьесе Фридриха Вольфа.
В это время состоял в переписке с Густавом фон Вангенхаймом, с которым был знаком более двадцати лет. В августе 1934 года они встретились в Варшаве и обсудили возможности совместной работы в Советском Союзе. В апреле 1935 года студия «Рот Фронт» «Межрабпомфильма» заключила с ним договор, на основании которого была оформлена виза. В начале мая Гранах приехал в Москву. В антифашистском фильме «Борцы», который Вангенхайм планировал снять с группой немецких эмигрантов, он очень хотел сыграть роль Димитрова. Он также получил предложение исполнить главную роль в фильме «Последний табор».
Вскоре Гранаху пришлось констатировать большие разногласия между «дорогими» немцами, которые он для себя объяснял «эмигрантским психозом». Почти каждый день общаясь с Вангенхаймом, он заметил, что тот страдает манией преследования. В письме подруге Лотте Ливен-Штифель в Цюрих он писал, что и Эрвину Пискатору везде мерещатся «интриги и привидения». Видимо, Гранах ещё просто недооценировал обстановку в стране.
Отношения с Вангенхаймом постепенно ухудшились и на съемках «Борцов» окончательно разладились. В результате Гранах отказался от роли провокатора и сыграл небольшую роль журналиста Ровелли. В его глазах Вангенхайм был одержим властью и болезненным тщеславием. До конца 1935 года Гранах в основном был занят работой в фильме «Последний табор», в котором он играл цыганского вожака Данило.
В октябре 1935 года студия «Межрабпомфильм» предложила ему заняться режиссурой. Он решил поставить фильм об анархисте Эрихе Мюзаме, который в 1934 году был убит нацистами в концлагере Ораниенбург. Немецкий писатель Вилли Бредель, эмигрировавший в Москву в августе 1935 года, должен был написать сценарий.
В январе 1936 года Гранах поступил на работу в Киевский государственный еврейский театр. На сцене сыграл две роли — разбойника Бойтре и ростовщика Шейлока. В силу ликвидации студии «Межрабпомфильм» запланированный фильм о Мюзаме не был реализован.
С сентября 1936 года в отделе кадров Компартии Германии лежала докладная записка о том, что беспартийный Гранах в прошлом поддерживал материально троцкистскую газету и одного известного троцкиста, а в театральных кругах выступал с антипартийными троцкистскими заявлениями.
В конце ноября 1936 года Гранах решил принять советское гражданство. Однако в результате конфликта с новым художественным руководителем театра подал заявление об увольнении и решил уехать в Швейцарию. Очевидно, он совсем не понимал, что не может так просто покинуть Советский Союз. Его заявление было проигнорировано, и он был вынужден остаться в Киеве.
В июне 1937 года состоялась премьера спектакля «Товарищ Мими» в его постановке. Гранах все же уволился из театра и готовился к отъезду. 12 ноября 1937 года он был арестован по обвинению в шпионаже в пользу гитлеровской Германии. При обыске у него нашли письмо Лиона Фейхтвангера, которого совсем недавно принял сам Сталин. Вероятно, это обстоятельство стало причиной освобождения. Гранах получил также разрешение на выезд в Цюрих. 16 декабря 1937 года покинул Советский Союз. В Цюрихском Шаушпильхаусе сыграл в спектаклях «Макбет» и «Смерть Дантона».
Весной 1938 года эмигрировал в США, где, прежде чем начать карьеру в Голливуде, принялся учить английский. Участвовал в фильмах «Ниночка», «Палачи тоже умирают», «Седьмой крест» и др. В силу своего акцента, как и многие другие немецкие эмигранты, часто играл нацистов. С декабря 1944 года выступал также на Бродвее.
Умер 14 марта 1945 года от эмболии после операции по удалению аппендикса.
Автобиография Гранаха «Вот идёт человек» (нем. Da geht ein Mensch, английский перевод под названием «Вот идёт актёр», англ. There Goes An Actor; русский перевод 2017) была издана в год его смерти в немецком эмигрантском Neuer Verlag в Стокгольме. Подробные мемуары об отце оставил также его сын Гад Гранах (нем. Gad Granach; 1915—2011).

## Творчество

### Театральные работы
- 1922 — «Барабаны в ночи» Б. Брехта. Постановка О. Фалькенберга — Краглер (Немецкий театр, Берлин)
- 1930 — «Мероприятие» Б. Брехта. Постановка З. Дудова — Агитатор (Берлинская филармония)

### Фильмография
- 1922 — Носферату. Симфония ужаса (режиссёр Фридрих Вильгельм Мурнау) — Кнок
- 1922 — Лукреция Борджа / Lucrezia Borgia
- 1923 — Дух земли / Erdgeist
- 1923 — Паганини / Paganini
- 1923 — Der Mensch am Wege
- 1923 — Тени / Schatten
- 1923 — Иисус Назаретянин, Царь Иудейский (режиссёр Роберт Вине) — Иуда Искариот
- 1924 — Сон в летнюю ночь / Ein Sommernachtstraum
- 1926 — Муки ночи / Qualen der Nacht
- 1928 — Последний форт / Das letzte Fort
- 1929 — Бабочка большого города / Großstadtschmetterling
- 1930 — Последняя рота / Die letzte Kompagnie
- 1931 — Дантон / Danton — Жан-Поль Марат
- 1931 — Похищение Моны Лизы / Der Raub der Mona Lisa
- 1931 — Товарищество / Kameradschaft
- 1935 — Последний табор — Данило
- 1936 — Борцы — Ровелли
- 1939 — Ниночка / Ninotschka (режиссёр Эрнст Любич) — Копальский
- 1941 — Всё началось с Евы / It Started with Eve — Попаларди, съёмщик апартаментов (в титрах не указан)
- 1941 — Так кончается наша ночь / So ends our Night
- 1941 — Человек, которого предали / A Man betrayed
- 1942 — Жанна Парижская / Joan of Paris
- 1943 — Три русские девушки / Three Russian Girls — майор Брагинский
- 1943 — Палачи тоже умирают! / Hangmen Also Die! (режиссёр Фриц Ланг)
- 1943 — По ком звонит колокол / For Whom the Bell Tolls (режиссёр Сэм Вуд)
- 1944 — Седьмой крест / The Seventh Cross (режиссёр Фред Циннеман)